# …a co Rock 'n' Roll !!!
…a co Rock 'n' Roll !!! je třetí studiové album české rockové skupiny Katapult, které vyšlo v roce 1989 u vydavatelství Supraphon. Album bylo nahráváno od prosince 1988 do února 1989. Vůbec poprvé skupina použila do svých písní (pro ni netypický) syntezátor. Píseň „Neříkej, že je to láska“ pochází již z roku 1983, kdy skupina nové písně prezentovala na koncertním programu „Hrajeme dál“. Na CD reedici z roku 2000 album vyšlo společně s následujícím albem Taste of Freedom.

## Seznam skladeb

### LP

#### Strana A
| Pořadí | Název                   | Autor       | Délka |
| ------ | ----------------------- | ----------- | ----- |
| 1.     | …a co Rock 'n' Roll !!! | (Říha/Půta) | 3:20  |
| 2.     | Džůbox                  | (Říha/Půta) | 2:48  |
| 3.     | Sem - tam               | (Říha/Půta) | 4:07  |
| 4.     | To je konec             | (Říha/Půta) | 4:16  |
| 5.     | To nemělo chybu         | (Říha/Půta) | 4:04  |

Strana B
| Pořadí | Název                   | Autor           | Délka |
| ------ | ----------------------- | --------------- | ----- |
| 1.     | Slova                   | (Říha/Půta)     | 3:19  |
| 2.     | V tomhle nejedu         | (Říha/Půta)     | 4:46  |
| 3.     | Neříkej, že je to láska | (Říha/Vostárek) | 4:02  |
| 4.     | Spolkneme hada          | (Říha/Půta)     | 4:15  |
| 5.     | Komár                   | (Říha/Půta)     | 3:56  |

## Obsazení

### Katapult
- Oldřich Říha – kytara, zpěv
- Jiří Šindelář – baskytara, zpěv
- Milan Balcar – bicí nástroje

### Hosté
- Jiří Vodrážka – syntezátor (2, 4, 7)